# Hannes Eder
Hannes Eder (Innsbruck, 5 settembre 1983) è un ex calciatore austriaco, di ruolo difensore.

## Palmarès

### Club
- Campionato austriaco: 1

Rapid Vienna: 2007-2008